# Gouvernement de la Jamaïque

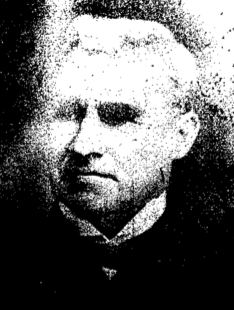
Sir Fielding Clarke, juge en chef des Fidji, de Hong Kong et de la Jamaïque.

Le gouvernement de la Jamaïque (en anglais : Government of Jamaica) est investi du pouvoir exécutif sur l'île de la Jamaïque.

## Historique
Le gouvernement actuel est constitué à la suite des élections législatives du 3 septembre 2020 qui amènent à la victoire du Parti travailliste de Jamaïque (JLP) — qui obtient 49 sièges sur 63 à la Chambre des représentants — et au maintien au pouvoir du Premier ministre Andrew Holness.

## Cabinet
Le Cabinet de la Jamaïque (en anglais : Cabinet of Jamaica) est le principal instrument de la politique gouvernementale. Il est composé du Premier ministre et d'un minimum de treize autres ministres du gouvernement, qui doivent être membres de l'une des deux chambres du Parlement. Pas plus de quatre membres du Cabinet ne peuvent être membres du Sénat. Le ministre des Finances doit être un membre élu de la Chambre des représentants. Le cabinet fantôme, dirigé par le chef de l'opposition, est considéré comme l'alternative au Cabinet de la Jamaïque et est chargé de critiquer équitablement et de fournir une politique alternative à celle menée par le gouvernement.